# Michel Balard
Michel Balard (n. 1936, Sucy-en-Brie) este un istoric francez, specializat în istoria Evului Mediu. Preocupările sale vizează în principal fenomenul colonizării în Occidentul medieval, pornind de la prima cruciadă și până în secolul al XV-lea, perioadă marcând apogeul orașelor-stat italiene (Amalfi, Pisa, Veneția, Genova). Cercetările lui M. Balard au în vedere comerțul, instituțiile politice și culturale din Mediterana orientală (Țara Sfântă, Cipru, Siria), Asia Centrală (Imperiul lui Genghis Han) și China.
În momentul de față este profesor emerit la Universitatea din Paris I (Pantheon-Sorbona), președinte al Societății Istorice și Arheologice din Sucy-en-Brie și președinte al Federației societăților istorice și arheologice din Paris și din Île-de-France.

## Opere
- Gênes et l'Outre-Mer, tome 1: Les actes de Caffa du notaire Lamberto di Sambuceto, 1289-1290, Paris, EHESS, 1973.
- La Romanie génoise (XII°-début du XVe siecles), Paris, Sorbonne, 1976.
- Gênes et l'Outre-Mer, tome 2: Les actes de Kilia du notaire Antonio di Ponzo, 1360, Paris, EHESS, 1980.
- Autour de la Première Croisade, Paris, Sorbonne, 1996.
- Croisades et Orient latin XI°-XIV siecles, Paris, Colin, 2001.
- Le Moyen Age en Occident (cu Michel Rouche și Jean-Philippe Genet), Hachette Éducation, 2003.
- La Méditerranée médiévale: Espaces, itinéraires et comptoirs, Paris, Picard, 2006.
- Les Latins en Orient (XI°-XV siecles), Paris, PUF, 2006.